# Peter Ratican
Peter Joseph Ratican (13. april 1887 i St. Louis - 20. november 1922 smst) var en amerikansk fodboldspiller som deltog i OL 1904 i St. Louis.
Ratican vandt en sølvmedalje i fodbold under OL 1904 i St. Louis. Han var med på det amerikanske hold Christian Brothers College som kom på en andenplads i fodboldturneringen efter det canadiske hold Galt Football Club.
Han var midtbanespiller og spillede alle fire kampe i turneringen.